# Coccobius flavidus
Coccobius flavidus är en stekelart som först beskrevs av Leo Zehntner 1898.  Coccobius flavidus ingår i släktet Coccobius och familjen växtlussteklar. Inga underarter finns listade i Catalogue of Life.